# 定林寺址博物館
定林寺址博物館（韓国語：정림사지박물관）は、大韓民国忠清南道扶餘郡にある百済王都時代の中心的寺院定林寺址にある博物館。2006年9月開館。

## 展示内容
展示は中央ホール（百済建築様式）、百済仏教文化館（仏教伝来と建築技術）、定林寺址館（定林寺址発掘・復元、出土品）、企画展示室、屋外展示室に分かれている。

## 観覧案内

### 開館時間
- 9:00 ~ 19:00（4月-9月）
- 10:00 ~ 17:00（10月-3月）
- 月曜休館